# Iglesia de San Roque (Pitigliano)
La iglesia de San Roque un edificio ubicado en el centro de la localidad italiana de Pitigliano, más exactamente entre la Via Vignoli y el callejón San Roque.

## Historia
La iglesia fue construida durante el siglo XVI como lugar de culto y oración para los fieles que vivían en los alrededores, en el centro histórico.
El edificio religioso fue frecuentado durante mucho tiempo, incluso tras la remodelación de las iglesias principales de la ciudad vieja aunque se convirtió sobre todo en un lugar de descanso para rezar, mientras que la prestación de servicios religiosos realizaba en las iglesias más grandes.
En tiempos relativamente recientes, entre finales del siglo XIX y principios del siglo XX, el lugar se cerró al culto para posteriormente venderse a particulares, que lo transformaron y lo destinaron a otros usos.

## Aspecto actual
La iglesia de San Roque se encontraba dentro de un edificio en el que ha quedado constatado, por testimonios posteriores, que se usó originalmente para servicios religiosos.
Aunque el pórtico de entrada se ha perdido, debido a los cambios realizados en la fachada, todavía permanece visible un nicho característico, en el que se coloca la estatua del santo, bajo el cual está la inscripción que recuerda la dedicación al santo del edificio religioso original.
Actualmente, el edificio se ha dividido en tres niveles, en los que se han construido viviendas particulares.